# Ida-Harju kontrakt
Ida-Harju kontrakt (Östra Harriens kontrakt, estniska: Ida-Harju praostkond) är ett kontrakt inom den Estniska evangelisk-lutherska kyrkan. Kontraktet omfattar större delen av de östra delarna av landskapet Harjumaa samt en mindre del av landskapet Raplamaa.

## Församlingar
- Harju-Jaani församling
- Juuru församling
- Jõelähtme församling
- Jüri församling
- Kose församling
- Kuusalu församling
- Leesi församling
- Loksa församling
- Prangli församling
- Randvere församling
- Tuhala församling